# Philonthus micantoides
Philonthus micantoides är en skalbaggsart som beskrevs av Benick och Lohse 1956. Philonthus micantoides ingår i släktet Philonthus, och familjen kortvingar. Arten är reproducerande i Sverige.